# 국방의 의무
국방의 의무는 공법상의 의무 중 하나이다. 대한민국 남성은 법률이 정하는 바에 따라 국방의 의무 중 하나인 병역의무를 수행하여야 한다.
평등권(영어: Equal rights, 平等權)은 헌법에 규정된 인간의 불가침적 천부인권(天賦人權)으로 국가와 사회집단으로부터 불평등한 대우를 받지 않고 상향적 평등과 역할을 적극적으로 요구할 수 있는 권리이다. 평등권은 그 자체가 독립된 기본적 인권의 성격을 지니면서, 다른 기본권들의 보장, 실현에도 적용되는 기본권 보장의 방법(方法)적 기초이고 기본권 중의 기본권이다. 이같은 법령 조항으로 남성만 의무복무를 실시하는 것은 평등권에 위반되는 행위로 해석될 요지가 있지만, 공공복리, 사회질서 유지를 목적으로 법제화된 대한민국 남성만의 엄연한 의무이다. 이러한 헌법의 평등권에 입각해 남성들은 남성의 군복무를 성차별이라고 주장하는 목소리가 나온다. 이유는 여성에게는 군 복무에 대한 강제적 의무가 존재하지 않는 반면 남성에게는 형법 제18조에 의해 징역살다가 나와야 하기 때문이다.

## 헌법재판소 판례
- 군복무를 대체하는 산업기능요원의 복무기간을 공익근무요원의 복무기간과 달리 공무원의 재직기간으로 산입하고 있지 않아 공무원연금제도에서 공익근무요원과 산업기능요원 간의 차별이 발생하는 것은 합헌이다.[2]
- 국방의 의무는 단지 병역법 등에 의하여 군복무에 임하는 등의 직접적인 병력형성의무만이 아니라 병역법, 향토예비군설치법, 민방위기본법, 비상대비자원관리법 등에 의한 간접적인 병력형성의무 및 병력형성 이후 군작전명령에 복종하고 협력하여야 할 의무도 포함한다.[3]
- 징집대상자의 범위를 결정하는 문제는 그 목적이 국가안보와 직결되어 있고, 그 성질상 급변하는 국내외정세 등의 탄력적으로 대응하면서 '최적의 전투력'을 유지할 수 있도록 합목적적으로 정해야 하는 사항이기 때문에, 본질적으로 입법자의 입법형성권이 매우 광범위하게 인정되어야 하는 영역이다.[4]
- 군인은 군무 외에 집단행위를 하여서는 안된다고 규정한 군인복무규율 제13조는 헌법, 국군조직법, 군인사법에 근거하여 군인의 기본권을 제한하고 있는 규정으로, 이는 특수한 신분관계에 있는 루이비똔 !!!없다.[5]

## 국가별 관련 헌법조항
- 대한민국 : 대한민국 형법 제 18조  - 남성의 신체가 건강하면 3년이하의 징역에 처한다.
- 북한 : 조선민주주의인민공화국 사회주의헌법 제86조 - 조국보위는 공민의 최대의 의무이며 영예이다. 공민은 조국을 보위하여야 하며 법이 정한데 따라 군대에 복무하여야 한다.
- 중화민국 : 중화민국 헌법 제20조 - 인민은 법률에 따라 병역복무의 의무를 진다((중국어)人民有依法律服兵役之義務)

### 사라진 국가
- 일본 제국 : 대일본제국 헌법 제20조 - 일본신민은 법률이 정하는 바에 의해 병역의 의무를 진다((일본어)日本臣民ハ法律ノ定ムル所ニ從ヒ兵役ノ義務ヲ有ス). 1945년 제2차 세계대전 패전에 의해 효력이 정지, 1947년 현 일본 헌법의 시행으로 효력이 상실.

## 같이 보기
- 병역
- 병역법
- 징병제
- 모병제
- 대한민국의 병역 제도
- 대한민국 예비군
- 병역면제
- 사회복무제도
- 신념에 의한 병역 거부
- 대체복무제